# Luis Tremonti
Luis Ángel Tremonti (Olivos, Provincia de Buenos Aires, Argentina, 2 de junio de 1938) falleció el 1 de diciembre de 2022 es un exfutbolista argentino se desempeñaba en la posición de arquero, su primer club fue Independiente en 1960 y paso por varios clubes (All Boys, Sarmiento (Junín), Colón, Unión, América de Cali, Deportivo Moron, Guaraní (Paraguay) y River Plate de Paraguay antes de su retiro en San Telmo en el año 1978.
Luis fue padre del también futbolista Daniel Tremonti.

## Clubes[1]
| Club              | País      | Año       | PJ |
| ----------------- | --------- | --------- | -- |
| Independiente     | Argentina | 1960-61   | 1  |
| All Boys          | Argentina | 1962-63   | 10 |
| Sarmiento (Junín) | Argentina | 1964      | 19 |
| Colón             | Argentina | 1965      | 40 |
| Unión (Santa Fe)  | Argentina | 1966-67   | 63 |
| América de Cali   | Colombia  | 1968      | 0  |
| Deportivo Morón   | Argentina | 1969      | 5  |
| Colón             | Argentina | 1970      | 14 |
| Guaraní           | Paraguay  | 1971-1973 | 0  |
| River Plate       | Paraguay  | 1974-1976 | 0  |
| San Telmo         | Argentina | 1977-1978 | 25 |